# IC 4993
IC 4993 је спирална галаксија у сазвјежђу Паун која се налази на листи објеката дубоког неба у Индекс каталогу.
Деклинација објекта је - 66° 59' 7" а ректасцензија 20h 21m 56,3s. Привидна величина (магнитуда) објекта IC 4993 износи 15,1 а фотографска магнитуда 15,7. IC 4993 је још познат и под ознакама ESO 106-4, PGC 64541.